# Скулар, Анджела
Андже́ла Ма́ргарет Скула́р (англ. Angela Margaret Scoular; 8 ноября 1945, Лондон, Англия, Великобритания — 11 апреля 2011, Мэйда-Вейл, Лондон, Англия, Великобритания) — английская актриса.

## Биография
В период с 1963 по 1996 года Анджела снялась в 33-х фильмах и сериалах.
В 1982—2011 годах (до своей смерти) Анджела была замужем за актёром Лесли Филлипсом (1924—2022), от которого родила своего единственного ребёнка — сына Дэниела Филлипса (род. 1977).
В 1992 году Анджела совершила неудачную попытку самоубийства, перерезав ножом свои запястья. 19 лет спустя, 11 апреля 2011 года, 65-летняя Скулар совершила вторую попытку самоубийства, на этот раз удавшуюся. Она отравилась, выпив и вылив на себя кислоту. Предположительно, причиной её поступка стала продолжительная депрессия в связи с алкоголизмом, психическими расстройствами, долгами и боязнью возвращения рака.